# Chynowiec
Chynowiec (kaszb. Chinowsczi Folwark, niem. Brandswerder) – nieoficjalny przysiółek wsi Chynowie w Polsce, położony w województwie pomorskim, w powiecie wejherowskim, w gminie Gniewino.
Miejscowość położona jest na wschodnich obrzeżach Puszczy Wierzchucińskiej w pradolinie rzeki Redy.
Wieś jest częścią składową sołectwa Chynowie.
W latach 1975–1998 miejscowość administracyjnie należała do województwa gdańskiego.